# Al-Khayzuran
Al-Khayzuran bint Atta (en árabe: الخيزران بنت عطاء‎; muerta en 789) fue esposa del califa abasí Al-Mahdi y madre de otros dos califas: Al-Hadi y Harún al-Rashid, gobernó de 775 a 789 durante el reinado de su marido e hijos siendo conocida por su enorme influencia en los asuntos estatales.
Khayzuran fue la primera mujer en la historia del Islam en gobernar y la primera mujer en la historia musulmana en acuñar monedas de oro con su nombre. Se convirtió en una de las mujeres más poderosas de su época bajo el nombre de su marido e hijos, Mahdi, Hadi y Harun. Durante el reinado de Mahdi, Khayzuran apareció a menudo en la corte cuando el califa estaba presente e hizo uso de un gran poder político, porque Mahdi no hacía nada sin su consejo y consentimiento, y antes de la emisión de cualquier decreto, lo consultaba con ella.
Después de la muerte del soberano Khayzuran se hizo cargo directamente de los asuntos de gobierno hasta la llegada del siguiente califa, y logró la lealtad del ejército de su hijo, pero Hadi se opuso a su madre no queriendo compartir con ella el gobierno, y Khayzuran lo hizo asesinar después de fuertes disputas y elevó al poder a Harún al-Rashid. A diferencia de su hermano, Harun no se opuso a su madre y oficialmente le entregó todo el poder y aceptó sus consejos.

## Vida
Al-Khayzuran era de Jorash, cerca de la moderna Bisha, Arabia Saudita. Fue secuestrada de su casa por un beduino que luego la vendió en un mercado de esclavos cerca de La Meca a Al-Mahdi durante su peregrinación. Todas las fuentes insisten en que era una esclava, y esto no parece haber sido inusual en la práctica.

### Reinado de Al-Mahdi, como primera dama y poder detrás del trono
Al-Khayzuran es descrita como bella, inteligente y talentosa: en aquel tiempo, las concubinas esclavas de harén o jawaris eran famosas por la educación que recibían en música, canto, astrología, matemáticas y teología para mantener el interés de su amo, y Al-Khayzuran tomó lecciones regulares de fiqh con los más reconocidos cadíes.
Finalmente se convirtió en la concubina favorita de Al-Mahdi. Tras su subida al trono como califa en 775, consiguió convencerle de que la liberara y se casara con ella, privando a su primera cónyuge, la princesa Rayta, hija del califa As-Saffah, de sus privilegios: también le convenció para privar a su hijo del primer matrimonio de la posición de heredero al trono, y en cambio nombrar a sus hijos como herederos, a pesar de que la costumbre en ese momento no permitía a los hijos de una esclava heredar. Desde ese instante fue la mujer más poderosa e influyente en la corte, y siempre que el califa acudía a la corte ella escuchaba e interfería con él desde detrás de una cortina.
En la corte, fue aliada de los barmáquidas. Durante el reinado de su cónyuge, Al-Khayzuran ostentó una posición inusual para una mujer musulmana; no vivía recluida en el harén, sino que organizaba audiencias con generales, políticos y oficiales en sus aposentos, juntándose con los hombres y hablando de los asuntos de gobierno. Trajo a su madre, dos hermanas y dos hermanos a la corte, casó a su hermana Salsal con el príncipe Ja'far y nombró a su hermano Ghatrif gobernador de Yemen.
Además de sus dos hijos, la pareja califal también tuvo una hija, Banuqa, que su padre amaba tanto que la vestía de varón para poder llevarla con él durante sus viajes: cuando murió joven, su padre provocó un escándalo al exigir pésames públicos, lo cual no se consideraba correcto por una hija.

### Reinado de Al-Hadi, como Madre del Califa y cogobernante de facto
En 785, Al-Mahdi murió durante una expedición con su hijo Harun, que regresó apresuradamente a Bagdad para informarla. Como sus dos hijos estaban ausentes de la ciudad, y para asegurar la sucesión para su hijo, llamó a los visires y les ordenó pagar los sueldos del ejército para asegurar el orden, y después les exigió jurar lealtad a su hijo como nuevo califa en su ausencia.
Según los informes, Al-Khayzuran deseaba continuar involucrada en el gobierno durante el reinado de su hijo: "Khayzuran quiso dominar a su hijo como anteriormente había dominado a su padre, al-Mahdi."
Continuó dando audiencias en sus habitaciones y hablando de los asuntos estatales durante el reinado de su hijo Al-Hadi: "continuó monopolizando las tomas de decisiones sin consultarle [a al-Hadi], Al-Khayzuran era la figura más poderosa en el imperio con su hijo Hadi. Ella se comportó como antes, durante el reinado de al-Mahdi .... Las personas venían y pasaban por su puerta."
Al-Hadi, sin embargo, se opuso a su participación en los asuntos estatales e intentó excluirla de ellos, según los informes diciendo: "no está en el poder de las mujeres intervenir... en asuntos de soberanía. Mirad a vuestras oraciones y vuestras cuentas de oración."
Desaprobó el hecho de que su madre diera audiencias a oficiales y generales y consultara con ellos, por ello juntándose con hombres, lo que no era normal en una cultura donde se esperaba que las mujeres vivieran recluidas en el harén sin interactuar con varones que no fueran parientes cercanos, y abordó públicamente el tema de la vida pública de su madre cuando reunió a sus generales y les preguntó:
'Quién es el mejor entre nosotros, tú o yo?' recibió como respuesta:
'Evidentemente sois el mejor, Comandante de los Fieles,' y él respondió:
'Y qué madre es la mejor, la mía o la vuestra?' contestaron al califa:
'Vuestra madre es la mejor, Comandante de los Fieles.'
'A quién entre vosotros', continuó al-Hadi, 'le gustaría que los hombres extendieran rumores sobre su madre?'
'A nadie le gusta que hablen de su madre,' respondieron los presentes.
'Entonces por qué los hombres van a mi madre para hablar con ella?'
A pesar de su oposición, Al-Hadi no consiguió perturbar la influencia y poder acumulados por su madre, que rechazó retirarse de la política al harén. El conflicto finalmente quedó expuesto en público cuando ella intercedió a favor de un suplicante, Abdallah ibn Malik, y públicamente reclamó una respuesta de su hijo, que perdió los estribos y le gritó: "Espera un momento y escucha bien mis palabras... .Quienquiera de entre mi séquito - mis generales, mis criados - que vengan a ti con una petición le cortarán la cabeza y confiscarán sus propiedades. ¿Qué significan todos esos pedigüeños alrededor de vuestra puerta todos los días? ¿No tienes un huso para mantenerte ocupada, un Corán para rezar, una residencia en la que esconderte de los que te asedian? Cuídate, y cuidado si abres la boca a favor de cualquiera en absoluto."
Se rumoreó que Al-Khayzuran ordenó asesinar a su hijo mayor Al-Hadi después de este incidente. Una razón dada es que ella descubrió que planeaba matar a su hermano Harun al-Rashid, otra que intentó envenenarla, lo que descubrió al dejar a su perro comer primero del plato que le había enviado. Una versión reclama que encomendó la tarea de matarle a una de sus concubinas esclavas, o jawari, que lo asfixió con cojines.

### Reinado de Harun al-Rashid, como Madre del Califa y cogobernante de facto
Su segundo hijo, el califa Harun al-Rashid, en contraste con su hermano, no se opuso a que su madre participara en los asuntos estatales, sino que abiertamente reconoció su capacidad política y públicamente confió en su consejo, y gobernó el reino con ella al lado. Estaba orgulloso de señalar que no había ninguna razón en sentirse avergonzado de compartir su poder con una mujer, si tenía la capacidad y brillantez de Al-Khayzuran. Aunque es difícil decir exactamente en qué asuntos presionó su política, se reconoce que participó en la toma de decisiones en la política del Califato. Por entonces Al-Khayzuran retuvo todos los poderes del imperio y de hecho gobernó en lugar del califa.
"Las historias contemporáneas no detallan los logros políticos de Khayzuran, pero se acuñaron monedas con su nombre, se nombraron palacios por ella, y el cementerio en que todos los posteriores gobernantes abasíes fueron enterrados lleva su nombre, lo que atestigua no solo su poder si no también su generosidad cívica."
Cuando falleció en 789, su hijo rompió las normas que prohibían mostrar pena, y en su lugar mostró públicamente su pena y participó en su funeral, lo que atrajo mucha atención.

## Legado
Muchos historiadores literarios creen que Al-Khayzuran y su fuerte personalidad fueron una influencia clave en la creación de Scheherezade, el personaje principal en Las mil y una noches. Muchas de las historias en ellas recopiladas presentan a Harun al-Rashid y su fabulosa corte.